# Płatki śniadaniowe

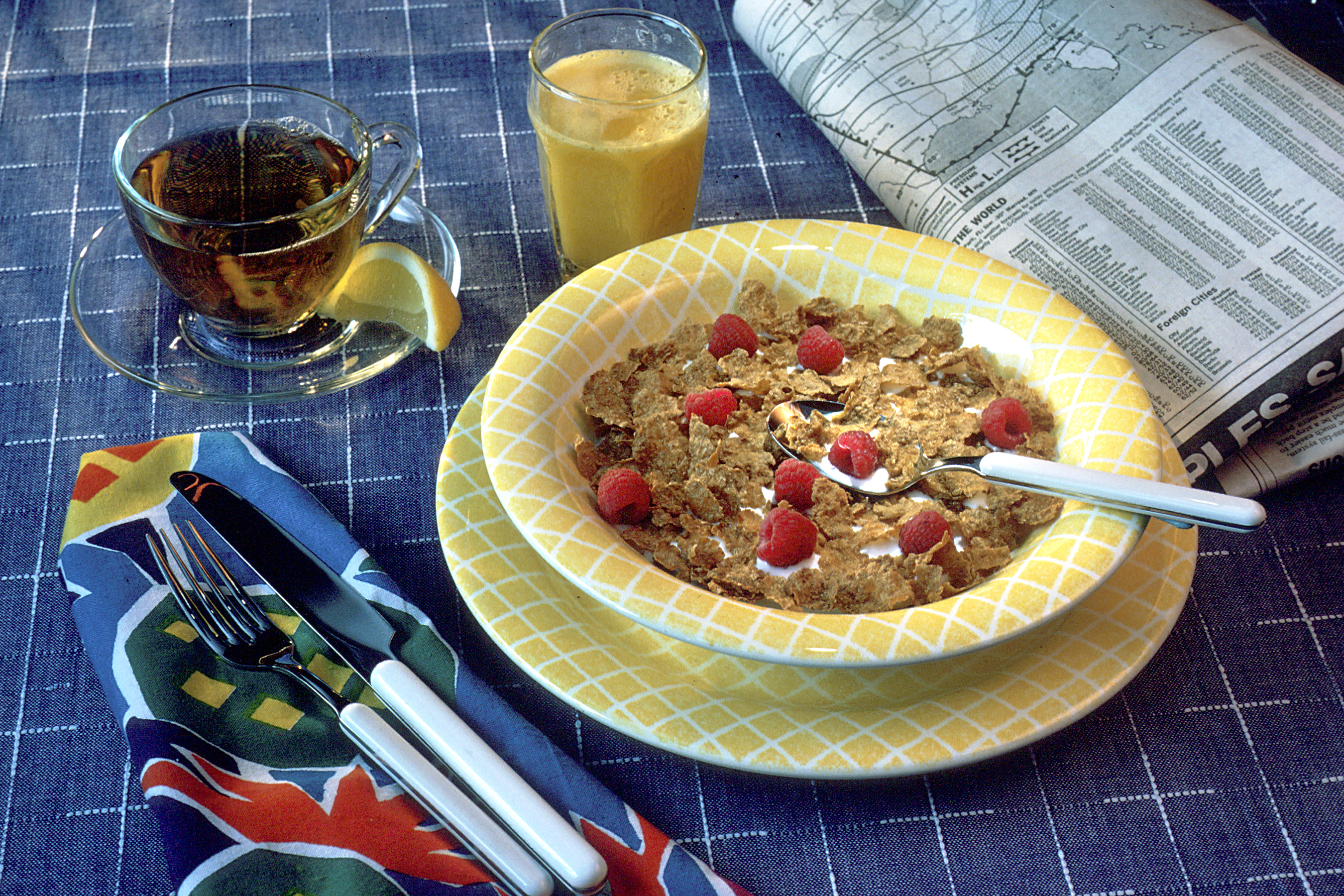
Płatki śniadaniowe

Płatki śniadaniowe – produkt zbożowy, spożywany przeważnie na śniadanie. Zwykle płatki spożywa się na zimno lub na gorąco z mlekiem albo z jogurtem. Przypisuje się im korzystne działanie wynikające z zawartego w nich błonnika zbóż. Producenci często wzbogacają płatki śniadaniowe w witaminy.

## Składniki odżywcze
Płatki śniadaniowe dostarczają składników i witamin:
- Węglowodany
- Białko
- Tłuszcze (witaminy A, D, E, K)
- Błonnik
- Witaminy i składniki mineralne (witamina C)
- Witaminy grupy B (B1, B2, B6, B12, kwas foliowy, kwas pantotenowy)
- Witamina E
- Wapń
- Żelazo